# Petrocosmea rosettifolia
Petrocosmea rosettifolia är en tvåhjärtbladig växtart som beskrevs av Cheng Yih Wu och Hsi Wen Li. Petrocosmea rosettifolia ingår i släktet Petrocosmea och familjen Gesneriaceae. Inga underarter finns listade i Catalogue of Life.

## Bildgalleri

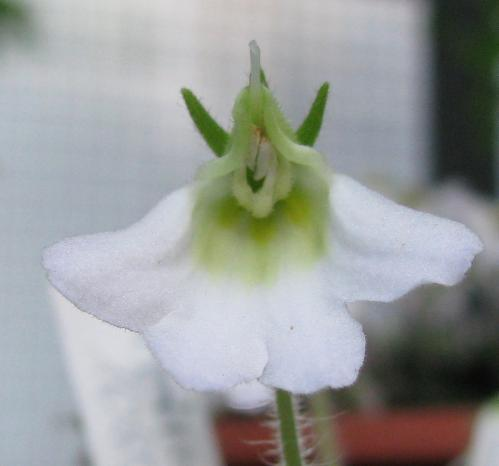